# Ambassador (motorfiets)
Ambassador is een Brits historisch merk van motorfietsen.

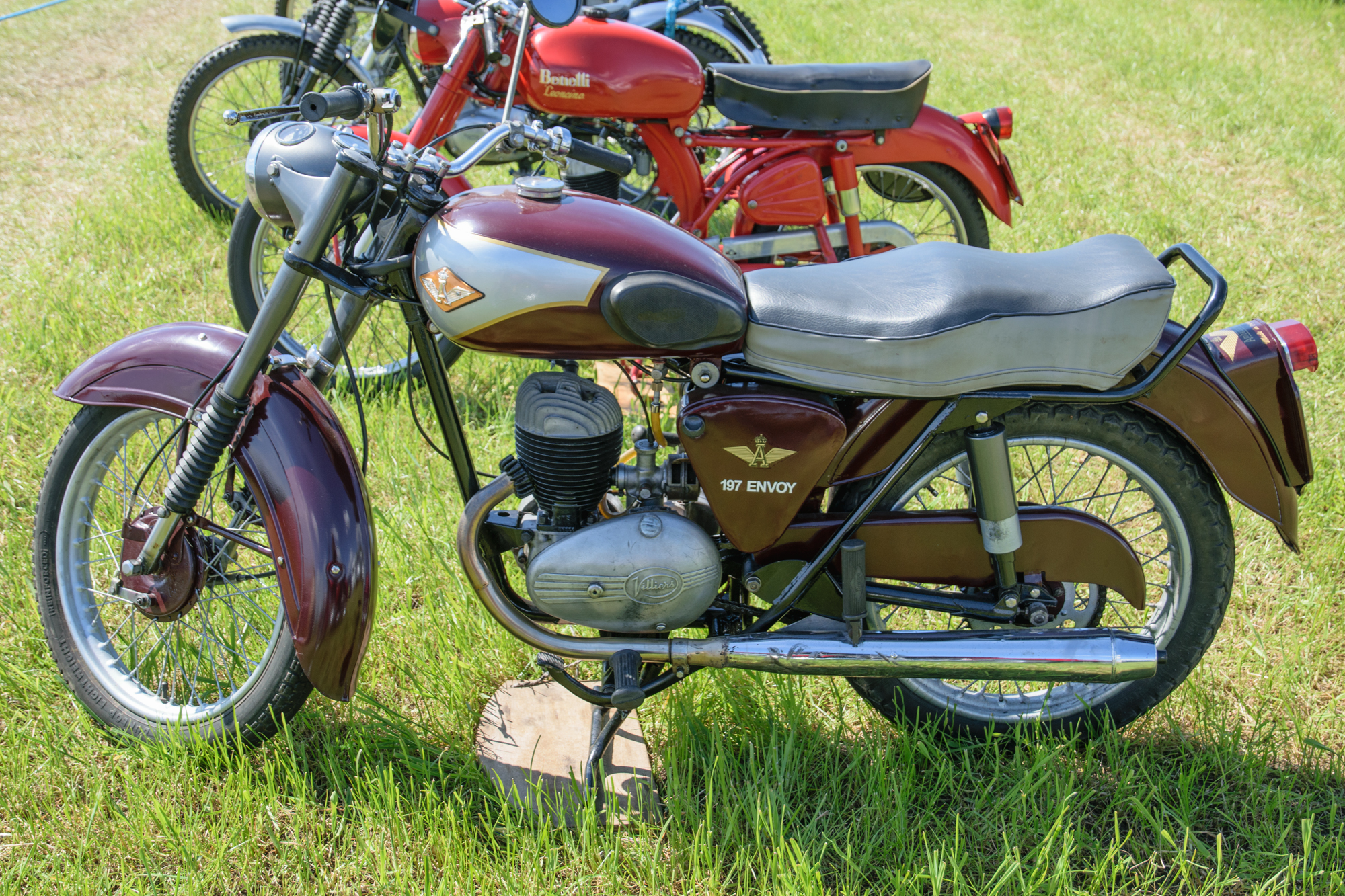
200cc-Ambassador Envoy uit 1959

De bedrijfsnaam was: US Concessionaires Ltd., London, later Ambassador Motorcycles Ltd., Pontiac Works, Ascot (Berkshire) en DMW Motorcycles (Wolverhampton) Ltd., Dudley, Worcs (1947-1964).
De bekende Britse motor-, auto- en speedbootcoureur Kaye Don was na de Tweede Wereldoorlog importeur van Pontiac-auto's en Zündapp-motorfietsen. In 1948 begon hij zelf motorfietsen te produceren. Het eerste model, dat tot 1951 onveranderd bleef, had een 197cc-Villiers-tweetaktmotor met drie versnellingen. Deze motorfiets had een plaatstalen parallellogramvork en geen achtervering. In 1951 verschenen drie modellen met dezelfde motor: de Supreme met een telescoopvork en plunjervering achter, de Embassy zonder achtervering maar met een telescoopvork en de Popular zonder achtervering en met de oude parallellogramvork. Deze modellen bleven tot 1953 onveranderd. Toen verscheen er een zijspancombinatie en de Ambassador Self Starter met een Lucas-startmotor.
In 1957 verschenen een aantal nieuwe modellen, nog steeds met een Villiers-tweetaktmotor. Het betrof eencilinders van 150-, 200- en 250 cc en een 250 cc tweecilinder. De Supreme was intussen naar de mode van de tijd voorzien van veel plaatwerk en kreeg in 1958 een grotere (225 cc) motor en een nieuwe naam: Super S. Er was nu ook een swingarm-achtervering met twee veer/demperelementen gemonteerd. In 1959 verscheen de Three Stars Special met een 200cc-motor.
In 1960 ging Ambassador ook scooters maken. Er was slechts één model met een 175cc-motor. Ook verscheen de Electra 75, een 250cc-model met veel plaatwerk en vier versnellingen.
In 1962 trok Don Kaye, inmiddels 71 jaar oud, zich terug. De productie werd overgenomen door DMW Motorcycles Ltd., maar in 1964 beëindigde DMW de productie van de Ambassador-motorfietsen.